# 日本の森林一覧
日本の森林一覧（にほんのしんりんいちらん）は日本各地の森林の一覧。世界各地の森林については森林の一覧を参照。
基本的に都道府県別の順で掲載。併記は別称（異表記）・愛称など。

## 北海道地方
- 森林公園#北海道
- 県民の森#北海道
- 市民の森#北海道
- 森林浴の森100選#北海道
- 水源の森百選#北海道・東北地方
- 北海道の山の一覧
- 外国樹種見本林
- 豊平川#奧定山渓国有林水源の森
- 知床の原生林
- 野幌原始林
- 円山原始林
- 北海道地方環境事務所#管内の国立公園
- 都道府県立自然公園#北海道
- 日本の秘境100選#北海道エリア

## 東北地方
- 森林公園#東北地方
- 県民の森#東北
- 森林浴の森100選#東北
- 水源の森百選#北海道・東北地方
- 白神山地の原生林 - 青森、秋田
- 八幡平山群中
- 常盤野
- 狼森 - 岩手
- 高田松原 - 岩手
- 秋田県の山の一覧
- 風の松原 - 秋田
- 矢立峠風景林（レクレーションの森）および保健保安林
- 仁別 - 秋田
- 黒沢川 (湯沢市)#大滝沢国有林
- 信夫山 - 福島
- 東北地方環境事務所#管内の国立公園
- 都道府県立自然公園#東北地方
- 日本の秘境100選#北海道エリア
- 日本の秘境100選#東北エリア

## 関東地方
- 森林公園#関東地方
- 県民の森#関東
- 市民の森#千葉県
- 横浜市の市民の森
- 森林浴の森100選#関東
- 水源の森百選#関東地方
- かながわの美林50選
- 筑波山梅林 - 茨城
- 笠森寺自然林 - 千葉
- 関さんの森 - 千葉
- 越生梅林 - 埼玉
- 狭山丘陵の森、トトロの森 - 埼玉、東京
- 奥多摩 - 東京
- 雲取山#水源林 - 東京
- 神明の森 - 東京
- 御岳山 (東京都)の森 - 東京
- 高尾山の森 - 東京
- 多摩森林科学園 - 東京
- 明治神宮の森 - 東京
- 吉野梅郷 - 東京
- 神奈川県の山の一覧
- 江の島の森 - 神奈川
- 田浦梅林 - 神奈川
- 関東地方環境事務所#管内の国立公園
- 都道府県立自然公園#関東・甲信越地方
- 日本の秘境100選#関東・甲信越エリア
- 日本の秘境100選#東海・北陸エリア

## 中部地方
- 森林公園#中部地方
- 県民の森#中部
- 森林浴の森100選#中部
- 水源の森百選#中部地方
- 気比松原 - 福井
- 青木ヶ原（樹海）、富士の樹海、富士山原始林 - 山梨
- 恩賜林 - 山梨
- 不老園 - 山梨
- 山中のハリモミ純林 - 山梨
- 赤沢自然休養林 - 長野
- 御嶽山 (長野県)#御嶽山の国有林
- 神宮備林 - 長野、岐阜
- 安八百梅園 - 岐阜
- 千本松原 (岐阜県)
- 千本松原 (静岡県)
- 三保の松原 - 静岡
- 天竜川流域林業地帯 - 静岡
- 海上の森 - 愛知
- 兒の森 - 愛知
- ふれあいの森 (小牧市) - 愛知
- 杉沢の沢スギ -富山
- 洞杉 -富山
- 横越サギの森 - 富山
- 古志の松原 - 富山
- 大聖寺川原生林・鹿島の森 - 石川
- 中部地方環境事務所#管内の国立公園
- 都道府県立自然公園#中国・四国地方
- 日本の秘境100選#関東・甲信越エリア
- 日本の秘境100選#東海・北陸エリア

## 近畿地方
- 森林公園#近畿地方
- 県民の森#近畿
- 森林浴の森100選#近畿
- 水源の森百選#近畿
- ひょうごの森百選
- 楓渓、楓谷 - 三重
- 尾鷲林業地帯 - 三重
- 京都大学芦生研究林、芦生演習林、芦生原生林、芦生の森 - 京都
- 糺の森 - 京都
- 川久保水源の森 - 大阪
- 天滝渓谷 - 兵庫
- 春日山原始林 - 奈良
- 月ヶ瀬梅林 - 奈良
- 大普賢岳原生林 - 奈良
- 吉野山 - 奈良
- 浮島の森 - 和歌山
- 嶋津の森 - 和歌山
- 那智原始林 - 和歌山
- 南部梅林 - 和歌山
- 高野山 - 和歌山
- 近畿地方環境事務所#管内の国立公園
- 都道府県立自然公園#関西地方
- 日本の秘境100選#近畿エリア

## 中国地方
- 森林公園#中国地方
- 県民の森#中国
- 森林浴の森100選#中国
- 水源の森百選#中国・四国地方
- 若杉天然林 - 岡山
- 引き明けの森 - 広島
- 厳島（宮島）の森、瀰山（弥山）原始林 - 広島
- 中国四国地方環境事務所#管内の国立公園
- 都道府県立自然公園#中国・四国地方
- 日本の秘境100選#中国・四国エリア

## 四国地方
- 森林公園#四国
- 県民の森#四国
- 森林浴の森100選#四国
- 水源の森百選#中国・四国地方
- 城山原生林 - 徳島
- 都道府県の森、置県百年記念の森 - 香川
- 中国四国地方環境事務所#管内の国立公園
- 都道府県立自然公園#中国・四国地方
- 日本の秘境100選#中国・四国エリア

## 九州地方
- 森林公園#九州・沖縄
- 県民の森#九州・沖縄
- 森林浴の森100選#九州・沖縄
- 水源の森百選#九州・沖縄地方
- 沖の島原始林 - 福岡
- 虹の松原 - 佐賀
- 阿蘇北向谷原始林、北向山原生林 - 熊本
- 吉無田水源（の森） - 熊本
- 綾の照葉樹林 - 宮崎
- 奄美大島金作原原生林
- 屋久島の森、屋久島スギ原始林 - 鹿児島
- 白谷雲水峡#宮之浦岳国有林 - 鹿児島
- 九州地方環境事務所#管内の国立公園
- 都道府県立自然公園#九州地方
- 日本の秘境100選#九州・沖縄エリア

## 沖縄地方
- 森林公園#九州・沖縄
- 県民の森#九州・沖縄
- 森林浴の森100選#九州・沖縄
- 水源の森百選#九州・沖縄地方
- 西表島の自然林
- 山原の森
- 都道府県立自然公園#沖縄県
- 日本の秘境100選#九州・沖縄エリア

## 関連一覧
- 日本の山一覧
- 日本さくら名所100選
- 日本の白砂青松100選
- ウメ#日本の梅の名所
- 紅葉#日本国内の主な紅葉の名所
- 演習林
- 森林鉄道
- 国定公園
- 森林総合研究所
- 森林セラピー基地